# Паділья-де-Арріба
Паділья-де-Арріба (ісп. Padilla de Arriba) — муніципалітет в Іспанії, у складі автономної спільноти Кастилія-і-Леон, у провінції Бургос. Населення — 84 особи (2010).
Муніципалітет розташований на відстані близько 260 км на північ від Мадрида, 65 км на північний захід від Бургоса.

## Демографія
Динаміка населення (INE ):